# Nati Mistral

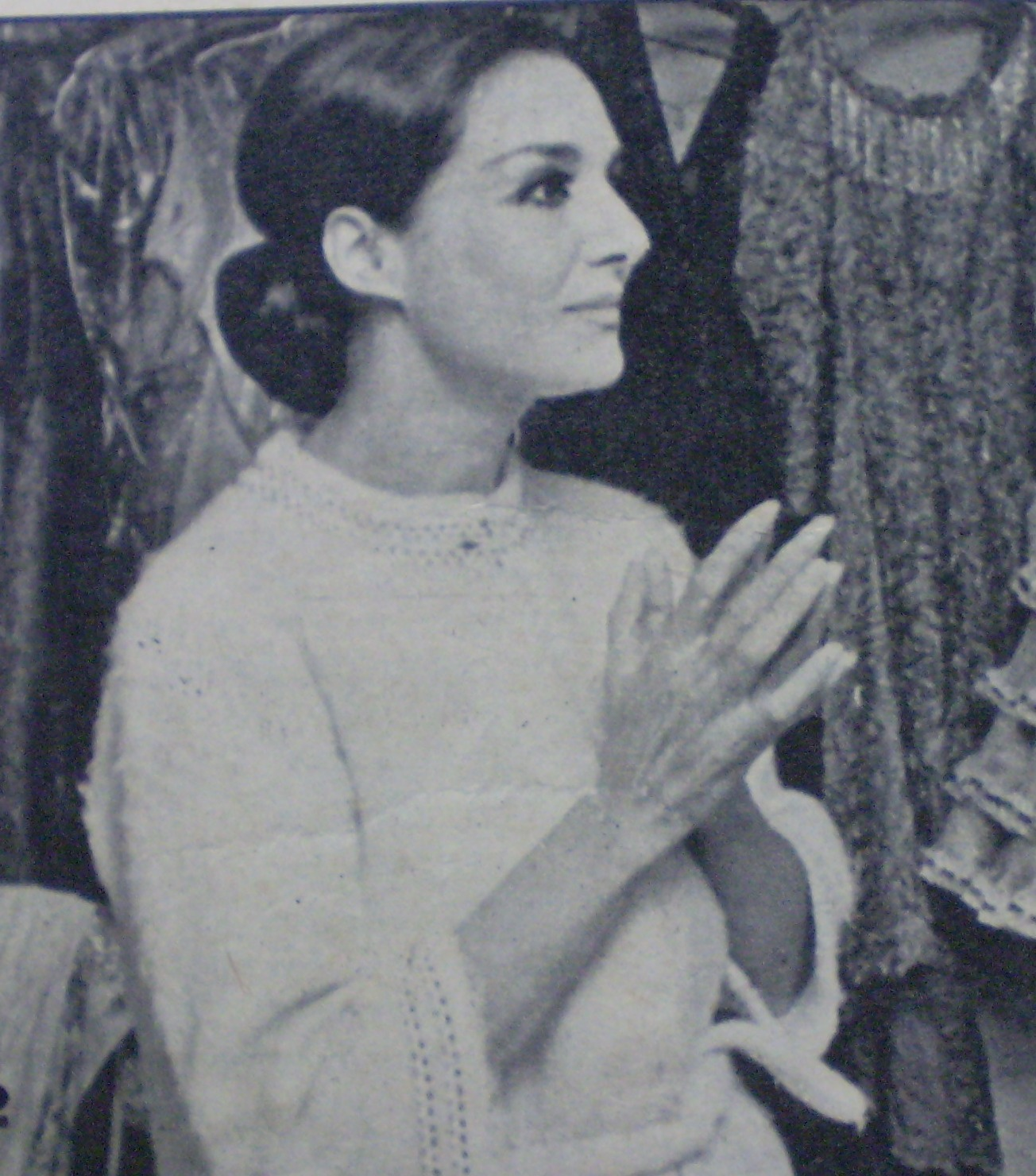
Nati Mistral, 1976

Nati Mistral (Natividad Macho Álvarez, * 13. Dezember 1928 in Madrid; † 20. August 2017 ebenda) war eine spanische Sängerin und Schauspielerin.

## Leben
Nati Mistral gewann zwölfjährig einen Musikwettbewerb von Radio Madrid, an dem sie ohne Wissen der Eltern teilgenommen hatte. Sie besuchte dann das Konservatorium und spielte kleine Rollen in klassischen Stücken wie Antígona und Don Gil de las calzes verde am Teatro Español de la Plaza de Santa Ana unter Leitung von Cayetano Luca de Tena. Gemeinsam mit Tony Leblanc wurde sie 1944 Mitglied der Musikgruppe von Lola Flores und Manolo Caracol. 1945 nahm sie anlässlich der Nobelpreisverleihung an Gabriela Mistral den Künstlernamen Nati Mistral an. Mit dem Lied Dos Cruzes hatte sie den ersten großen Erfolg als Sängerin.
Ihre Laufbahn als Filmschauspielerin begann 1947 mit Filmen wie La muralla feliz, Oro y marfil und La nao Capitana. In einer Literaturverfilmung nach Stendhal, die 1953 unter dem Titel Die Liebenden von Toledo in die deutschen Kinos kam, spielte sie die Rolle einer Zigeunerin. Mit der Theatergruppe Los Vieneses unternahm sie ihre erste Tournee durch Europa. 1957 schrieb Luis Escobar Kirkpatrick  für sie die Revue Te espero en Eslava, die ihren endgültigen Durchbruch als Sängerin brachte. Zwei Jahre später trat sie als Mari Gaila neben Milagros Leal und Manuel Dicenta und unter Leitung von José Tamayo in Ramón María del Valle-Incláns Divinas palabras auf.
Es folgten Rollen u. a. in La perríchola von Juan Ignacio Luca de Tena, Fortunata von Benito Pérez Galdós, Zapatera prodigiosa von Federico García Lorca und Medea von Miguel de Unamuno. Daneben war sie auch weiter als Filmschauspielerin aktiv. 1962 gewann sie die Goldmedaille des Circulo de Bellas Artes. 1992 sang sie mit Rocío Jurado und Juana Reina im Copla andaluza - Musical  Azabache. 2006 erhielt sie den Premio Mayte de Teatro, im Folgejahr die Goldmedaille des spanischen Kultusministeriums und den Premio Nacional de Teatro Pepe Isbert.

## Filmografie (Auswahl)
- 1953: Die Liebenden von Toledo (Les amants de Tolède)